# Biometeorologia
A Biometeorologia é um campo científico interdisciplinar que tem como objecto de estudo as interacções entre a biosfera e a atmosfera terrestre, tendo como escala temporal as estações do ano ou intervalos de tempo inferiores (contrastando com a Bioclimatologia).

## Exemplos de Processos Relevantes
O fenómenos climáticos influenciam os processos biológicos em escalas de tempo curtas. Por exemplo, à medida que o Sol sobe no horizonte ao amanhecer, os níveis de luminosidade tornam-se suficientes para iniciar o processo de fotossíntese nas plantas. Durante o dia, a temperatura do ar e a umidade podem induzir o fecho total ou parcial dos estomas, uma resposta típica de várias plantas à perda de água por transpiração. De uma forma mais geral, a evolução diária das variáveis meteorológicas controlam o ritmo circadiano de plantas e animais.
Os seres vivos, por seu turno, também podem afectar os padrões meteorológicos. A taxa de evapotranspiração das florestas ou de qualquer outra grande área coberta por vegetação, contribui para a libertação de vapor de água para a atmosfera. Este processo local, relativamente rápido e contínuo pode contribuir significativamente para a persistência, frequência e intensidade da precipitação numa dada área.
Num outro exemplo, o emurchecimento das plantas, devido à perda da turgidez das suas partes não lenhosas, leva a mudanças evidentes na sua distribuição angular foliar, modificando desta forma a reflexão, a transmissão e a absorção da luz solar por essas plantas. Esta situação, por sua vez, altera o albedo do ecossistema, bem como a quantidade relativa dos fluxos de calor da superfície para a atmosfera. Em oceanografia, pode-se tomar como exemplo a libertação de dimetil sulfido através da actividade biológica na água do mar e o seu impacto nos aerossóis atmosféricos.

## Biometeorologia Humana
As metodologias e medições aplicadas tradicionalmente na biometeorologia não são diferentes quando aplicadas no estudo das interacções entre os humanos e atmosfera. No entanto, alguns aspectos ou aplicações poderão ter sido exploradas mais extensamente. Por exemplo, a sensação térmica tem sido investigada de forma a determinar qual o período de tempo que um indivíduo pode suportar quando exposto a determinadas temperaturas e velocidades de vento. Outro exemplo importante é o do estudo de alergéneos transportados por via aérea (como pólenes e aerossóis) e o seu impacto nas pessoas: condições atmosféricas podem favorecer ou impedir tanto a libertação como o transporte e deposição destes alergéneos, por afectando gravemente o bem-estar de populações sensíveis.